# سن-شارل-دو-بورژه، کبک
سن-شارل-دو-بورژه (به فرانسوی: Saint-Charles-de-Bourget) شهری در منطقه شهری لو افجور-دو-ساگونه ناحیه سگونه-لاک-سن-ژان در استان کبک کانادا است. در سرشماری سال ۲۰۱۱ این شهر ۶۶۴ نفر جمعیت داشته‌است و مساحت آن ۶۲٫۳۱ کیلومتر مربع است.